# 엔초
엔초(일본어: 延長)는 일본의 연호 중 하나이다.
- 전후 : 엔기(延喜) 이후 - 조헤이(承平) 이전.
- 시기 : 923년 ~ 930년
- 천황 : 다이고 천황, 스자쿠 천황

## 개원(改元)
- 엔기 23년 윤4월 11일(율리우스력 923년 5월 29일)에 개원하여
- 엔초 9년 4월 26일(율리우스력 931년 5월 16일) 조헤이로 개원되었다.

## 출전
《문선》

## 엔초 시기에 일어난 일
- 2년
  - 1월 : 후지와라노 다다히라가 큰형 후지와라노 도키히라의 요절 이래 공석이었던 좌대신(左大臣)으로 승진했다. 이에 따라 다이고 천황의 외삼촌인 후지와라노 사다카타도 우대신(右大臣)으로 승진했다.
- 3년
  - 6월 19일 : 후지와라노 도키히라의 외손이며 황태손인 야스요리오(慶頼王)가 불과 5세의 나이로 서거하였다. 이 또한 엔기 연간에 억울하게 죽은 스가와라노 미치자네의 저주 때문이라는 소문이 돌았다. 야스요리오를 대신해서 작은아버지인 유타아키라 친왕(스자쿠 천황)이 태자가 되었다.
- 5년
  - 후지와라노 다다히라 등이 율령의 시행 세칙을 적은 엔기시키(延喜式)를 완성했다.
- 8년
  - 6월 26일 : 헤이안 궁의 일부인 세이료덴(清涼殿 청량전[*])에 떨어진 번개를 맞은 후지와라노 기요쓰라 등이 사망하고 사건 직후 다이고 천황도 병이 나자 다시 한번 스가와라의 저주라는 소문이 돌았다.
  - 9월 22일 : 다이고 천황이 아들 유타아키라 친왕(스자쿠 천황)에게 양위하였다. 새 천황의 외삼촌인 후지와라노 다다히라가 관백에 올라 아버지 후지와라노 모토쓰네 이래 39년 만에 셋칸이 설치되었다.
  - 9월 29일 : 다이고 상황이 양위 직후 사망했다.

## 서력과의 대조표
| 엔초        | 원년       | 2년        | 3년        | 4년        | 5년        | 6년        | 7년        | 8년        | 9년        |
| ----------- | ---------- | ---------- | ---------- | ---------- | ---------- | ---------- | ---------- | ---------- | ---------- |
| 서기 (西紀) | 923년      | 924년      | 925년      | 926년      | 927년      | 928년      | 929년      | 930년      | 931년      |
| 간지 (干支) | 계미(癸未) | 갑신(甲申) | 을유(乙酉) | 병술(丙戌) | 정해(丁亥) | 무자(戊子) | 기축(己丑) | 경인(庚寅) | 신묘(辛卯) |

## 같이 보기
- 일본의 연호 일람

| 이전 엔기 | 일본의 연호 923년 ~ 930년 | 다음 조헤이 |